# Melittia abyssiniensis
Melittia abyssiniensis är en fjärilsart som beskrevs av George Francis Hampson 1919. Melittia abyssiniensis ingår i släktet Melittia och familjen glasvingar. Inga underarter finns listade i Catalogue of Life.